# Speedtrial
Speedtrial is een tak van de motorsport die ontstond uit de Scott-trial.
Bij de speedtrial werden de non stops zo snel mogelijk genomen en werden ook de verbindingsstukken op snelheid afgelegd. Toen men de moeilijkste hindernissen ging weg laten ontstond een snelle terreinrit, die we tegenwoordig enduro noemen.